# 7067 Кійосе
7067 Кійосе (7067 Kiyose) — астероїд головного поясу, відкритий 4 грудня 1993 року.
Тіссеранів параметр щодо Юпітера — 3,214.